# Species II
Species II (även kallad Species 2: Offspring eller Species 2: Origins) är en amerikansk film från 1998 i regi av Peter Medak. Filmen är en uppföljare till Species från 1995. 

## Rollista (urval)
- Michael Madsen - Press Lenox
- Natasha Henstridge - Eve
- Marg Helgenberger - Dr. Laura Baker
- Mykelti Williamson - Dennis Gamble
- Peter Boyle - Dr. Herman Cromwell